# Maria Teresa Espinal i Farré
Maria Teresa Espinal i Farré (Manresa, 1956) és una lingüista i professora universitària catalana.
Doctora en Filologia Hispànica per la Universitat Autònoma de Barcelona i amb un Mestratge en Arts de Lingüística per la Universitat de Londres, ha estat investigadora ICREA Acadèmia (2010-14, 2016-20) al Centre de la Lingüística Teòrica (CLT) i és catedràtica de lingüística a la Universitat Autònoma de Barcelona (UAB).
Ha publicat àmpliament en revistes especialitzades sobre temes varis i ha escrit llibres diversos. El seu Diccionari de sinònims de frases fetes és el diccionari de frases fetes més complet de la llengua catalana. Dona una eina a tothom que vol escriure per trobar la frase feta a partir del concepte, el que no és gaire fàcil en un diccionari tradicional. Des de 2018, n'hi ha una edició electrònica que es pot consultar de franc sota una llicència Creative Commons.
La seva investigació més recent se centra en la teoria del llenguatge i la interfície sintaxi-semàntica amb l'objectiu d'entendre millor l'estructura del llenguatge i els mecanismes cognitius en la interpretació de les llengües naturals. Nombrosos articles tracten especialment de qüestions diferents quant a la negació en la comunicació. Malgrat que la seva activitat de recerca abraça principalment les llengües romàniques, ha col·laborat també en estudis d'altres idiomes, com ara el mandarí o el rus. A més, se la considera experta en les construccions idiomàtiques i la semàntica dels noms.
Per distingir el mèrit científic de Maria Teresa Espinal i per agrair la seva contribució al desenvolupament de la ciència i la tecnologia de Catalunya, l'any 2020 la Generalitat de Catalunya li va concedir la Medalla Narcís Monturiol.

## Obra
- Diccionari de sinònims de frases fetes. 2a edició revisada.  Barcelona: Universitat Autònoma de Barcelona, Publicacions de la Universitat de València, Publicacions de l'abadia de Montserrat, 2006. ISBN 84-490-2441-2. També n'hi ha una versió en línia (l'edició més recent és de 2025).[9]